# Jožef Majcen
Jožef Majcen, slovenski rimskokatoliški duhovnik in publicist, * 2. februar 1860, Zgornja Velka (prej Marija Snežna v Slovenskih goricah), † 4. september 1920, Maribor.
Jožef Majcen brat G. Majcna je obiskoval gimnazijo v Gradcu, teologijo pa v Mariboru, kjer je bil 1883 posvečen v duhovnika. Nato je bil kaplan v Rečici ob Savinji, (1887–1889) vikar v Mariboru, (1889–1901) škofov dvorni kaplan in  tajnik, nato stolni kanonik in 1915 stolni dekan. V letih 1901–1908 je supliral moralko na teološkem učilišču. Od leta 1909 je bil član deželnega šolskega sveta v Gradcu, po Avstro-ogrski kapitulaciji pa je postal član višješolskega sveta v Ljubljani.
Majcen je pisal članke o cerkvenih zadevah Lavantinske škofije v razne časopise; kot kanonik urejeval uradni škofovski list, sodeloval z referati pri sinodah škofa Napotnika in izdal knjigo Der kath. Frauenverein der werktätigen christl. Liebe in Marburg (1910).